# Straža
Straža è un comune della Slovenia meridionale. 
Il comune è stato creato nel marzo 2006 staccandone il territorio dal comune di Novo Mesto. 

## Località
Il comune è diviso in 11 insediamenti (naselja):
| - Dolnje Mraševo - Drganja sela - Jurka vas - Loke - Podgora - Potok | - Prapreče pri Straži - Rumanja vas - Straža - Vavta vas - Zalog |